# Errico Malatesta

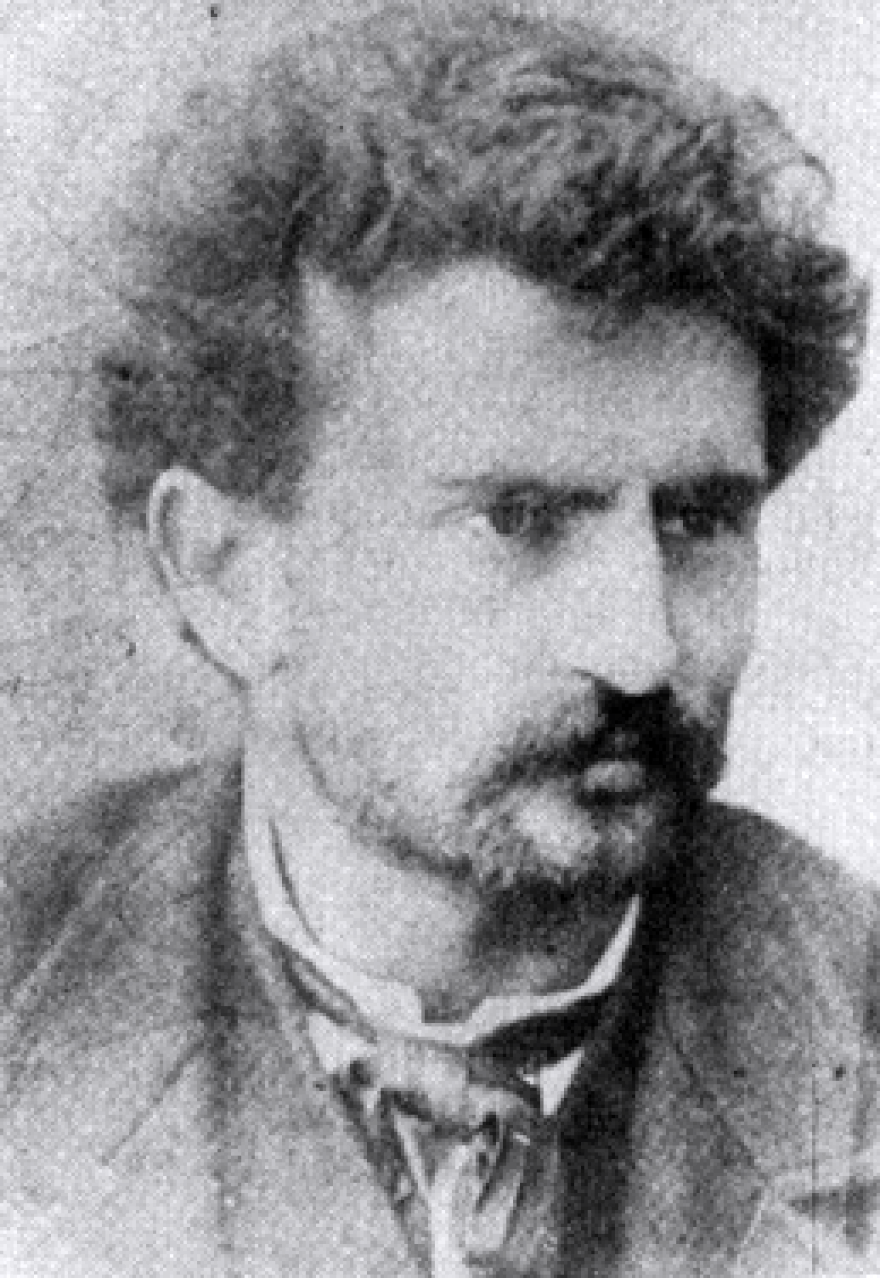
Errico Malatesta

Errico Malatesta (Santa Maria Capua Vetere, 14 december 1853 – Rome, 22 juli 1932) was een Italiaans anarchistische denker, activist, agitator en propagandist die een rol speelde in de organisatie van en de theorievorming binnen de negentiende-eeuwse linkse revolutionaire beweging.

## Levensloop
Als anarchist bestreed hij alle verschijnselen die konden worden aangemerkt als uitdrukking van overheersing in menselijke en politieke verhoudingen, zoals imperialisme, militarisme en fascisme. Hij nam deel aan het organiseren van de Italiaanse anarchistische en syndicalistische beweging. Hij was mede propagandist van militaire-dienstweigering, werkstaking en andere vormen van directe actie.
Ten behoeve van al die activiteiten zette hij zich op zo'n wijze in, dat hij bij elkaar ongeveer tien jaren van zijn leven in gevangenissen doorbracht (veelal in voorarrest om later op grond van vrijspraak te worden vrijgelaten). De helft van zijn leven verbleef hij als banneling buiten Italië (in omringende Europese landen en in Zuid- en Noord-Amerika). Hij overleed in Italië onder huisarrest van de Mussolini-fascisten.
Malatesta was hoofdredacteur van een aantal Italiaanse anarchistische bladen.

## Denkbeelden
Malatesta heeft vele, veelal korte artikelen op zijn naam staan. De Engelse anarchist Vernon Richards heeft daarvan een aanzienlijk aantal gebundeld en voorzien van Aantekeningen voor een biografie.
Malatesta stond het sociaal-anarchisme voor. Anarchie hield voor hem niet alleen een ‘tegen alle opgelegd gezag’ in, maar vooral: sociale organisatie zonder opgelegd gezag. Het betreft een veelomvattende gedachte. Het gaat volgens hem namelijk niet alleen om een uitwendige vormverandering van de maatschappij. Evenzeer is tegelijk nodig een ingrijpende geestelijke en economische zelfbevrijding van de loontrekkende massa’s.
Bevrijding wordt dus nadrukkelijk gezien als zelfbevrijding. Dat is slechts mogelijk indien zich een volkomen vernieuwing van het individuele en sociale denken en handelen van mensen voltrekt. Dit legt weer de nadruk op de noodzaak van libertair onderwijs. Het anarchisme kan dus alleen langzaam maar zeker groeien in intensiteit en omvang.
Een samenvatting van zijn denkbeelden is te vinden in het door hem opgestelde Anarchistisch Programma, dat door het Italiaans Anarchistencongres in Bologna, in 1920, is aanvaard (het is opgenomen in de bundel van Vernon Richards, p. 134-147). 
Eind jaren 70 werd de belangstelling voor het gedachtegoed van Malatesta nieuw leven ingeblazen in de beweging Autonomia operaia.